# Heterops lanieri
Heterops lanieri är en skalbaggsart som först beskrevs av Louis Alexandre Auguste Chevrolat 1838.  Heterops lanieri ingår i släktet Heterops och familjen långhorningar.
Artens utbredningsområde är Kuba. Inga underarter finns listade i Catalogue of Life.